# Qualen (Adelsgeschlecht)

Wappen derer von Qualen

Qualen ist der Name eines alten holsteinischen Adelsgeschlechts, das mit dem Knappen Theodericus (Dietrich) de Quale am 29. September 1226 urkundlich zuerst erscheint. Der Name Qualen soll sich durch das deutsche Kürzen und Verdrehen des slawischen Männernamens Boguchwal (Gottlieb oder Gottlobend) ableiten, es leitet sich demnach von Chwal zu Qual ab.

## Geschichte
Der Knappe Theodericus (Dietrich) de Quale erschien erstmals urkundlich als er den erneuerten Fundationsbrief des adeligen Benediktinerinnenklosters Preetz im Jahre 1226 unterschrieb. Vermutlich waren dessen Söhne die drei Brüder Heinrich, Johannes Ruske und Lüder von Coizla (Koslau). Diese drei beurkundeten am 25. Januar 1262 den Verkauf des Dorfes Ripsdorf an Bischof Johannes von Tralau. Weiter lebten um 1285 die Brüder Nicolaus und Heinrich von Qualen sowie um 1350 ein Johannes von Qualen (Johannis dicte de Quale), der Zeuge bei einem Vertrag des Klosters Preetz vom 16. April 1358 war.
Ein Henning von Qualen, 1381 Drost des Stifts Dorpat, versprach im August 1385 zusammen mit dem Bürgermeister Hermann Kegeler, dem Domherrn Kanold von Vifhusen und dem Ratmann von Dorpat Curt Holthusen, den Anspruch des Rats von Lübeck im Streit des Stifts und der Stadt Dorpat mit Statthalter in Schweden Boo Jansen anzuerkennen. Am Siegel, etwa 2½ cm, dieser Urkunde tauchte erstmals das Qualensche Wappen auf. Ein Detlev von Qualen erscheint in Urkunden von 1359 und 1363. Weiter verbürgte er sich im Dezember 1379 zusammen mit Eghard von Qualen mit anderen für 150 Mark, die ein Johan Breyde der Gilde Schönberg schuldete und er erscheint im März 1392 zusammen mit Elerus Qualen als Zeuge in einer Urkunde des Bischofs Eberhard von Attendorn.
Ein Marquard von Qualen lebte um 1380. In einer Urkunde von 1387 besiegelte er den Verkauft des Dorfes Gothendorf im Kirchspiel Eutin durch die Brüder Wulf und Marquard von Rantzau zu Koselau, an den Lübecker Domherrn Jacob Krumbek. Seine Söhne waren Claus, Detlev und Hartwig.
Im Jahre 1411 mitbesiegelte Marquard von Qualen den fünfjährigen Waffenstillstand zu Kolding in dem den Dänen der nördliche Teil Schleswigs mit
Flensburg, Niehuus und Tondern als Pfandbesitz bestätigt wurde. Sein Sohn Claus war 1417 zusammen mit seinem Bruder Detlef auf Graf Heinrichs IV. von Holstein Seite Bürge beim Waffenstillstand mit dem König Erik VII. von Dänemark. Detlef war 1425 Amtmann in Tondern und nahm an verschiedenen Verhandlungen in Lübeck, Schleswig und Flensburg teil.
Eine urkundlich gesicherte Stammreihe lässt sich ab Otto von Qualen († 1557), der zum Beispiel 1548 zusammen mit seinen Brüdern Johann und Siwert siegelte, aufstellen.
Die männliche Stammreihe ist im 19. Jahrhundert mit den entfernten Vettern Wilhelm († 1887) und Conrad († 1890) von Qualen ausgestorben. Letzte Lebende des Adelsgeschlecht war Louise (1849–1932), Tochter des Josias Friedrich Christian von Qualen (1807–1850).
Zum Geschlecht derer von Qualen kann man noch die Familien bzw. deren Zweige von dem Dorn (Dorne) in der Landgemeinde Priwitz im Kirchspiel
Grube, das man um 1400 Curia Dorn nannte, rechnen. Sowie die Familie (von) Klenau, die schon 1271 genannt wird. Beide führten das Qualensche Wappenzeichen. Es findet sich auf den noch erhaltenen Siegeln von Nicolaus de Dhorne (um 1320) und Hartwicus de Cienowe (um 1364) wieder.
Eine unebenbürtige Linie, die dem niederländischen Rittmeister Hans Hanssen von Qualen (* 1661, † 1713) auf Östergaard und Schwensbyhof in Angeln entstammt, existiert seit Anfang des 18. Jahrhunderts in Südjütland (Schreibweise: von Qualen). Diese unebenbürtige Linie, die Erich von Qualen (1708–1758) auf Haugaard (heute: Havgård) bei Hadersleben und seinem Sohn Jens Ludwig von Qualen (1749–1820) auf Gaböl bei Hadersleben entstammt, existiert weiterhin in Nordschleswig.
Die Stammgüter des Adelsgeschlechts von Qualen waren die Güter Damp, Koselau (vor 1238 bis 1615), Windeby (von 1694 bis 1797) und Wulfshagen. Die folgenden Güter waren zeitweilig im Besitz von Familienmitgliedern: Quaal, Herningsholm, Östergaard (von 1660 bis 1717), Schwensbyhof, Klein Nordsee, Bossee, Westensee (von 1720 bis 1783), Bienebek, Borghorst (von 1742 bis 1800 und 1815 bis 1823), Behrensbrook, Rothenstein (von 1737 bis 1802), Nübel, Noer, Hemmelmark, Eschelsmark, Marienthal, Qualsholm, Siggen (von 1649 bis 1715) und Hoffnungsthal.

## Wappen

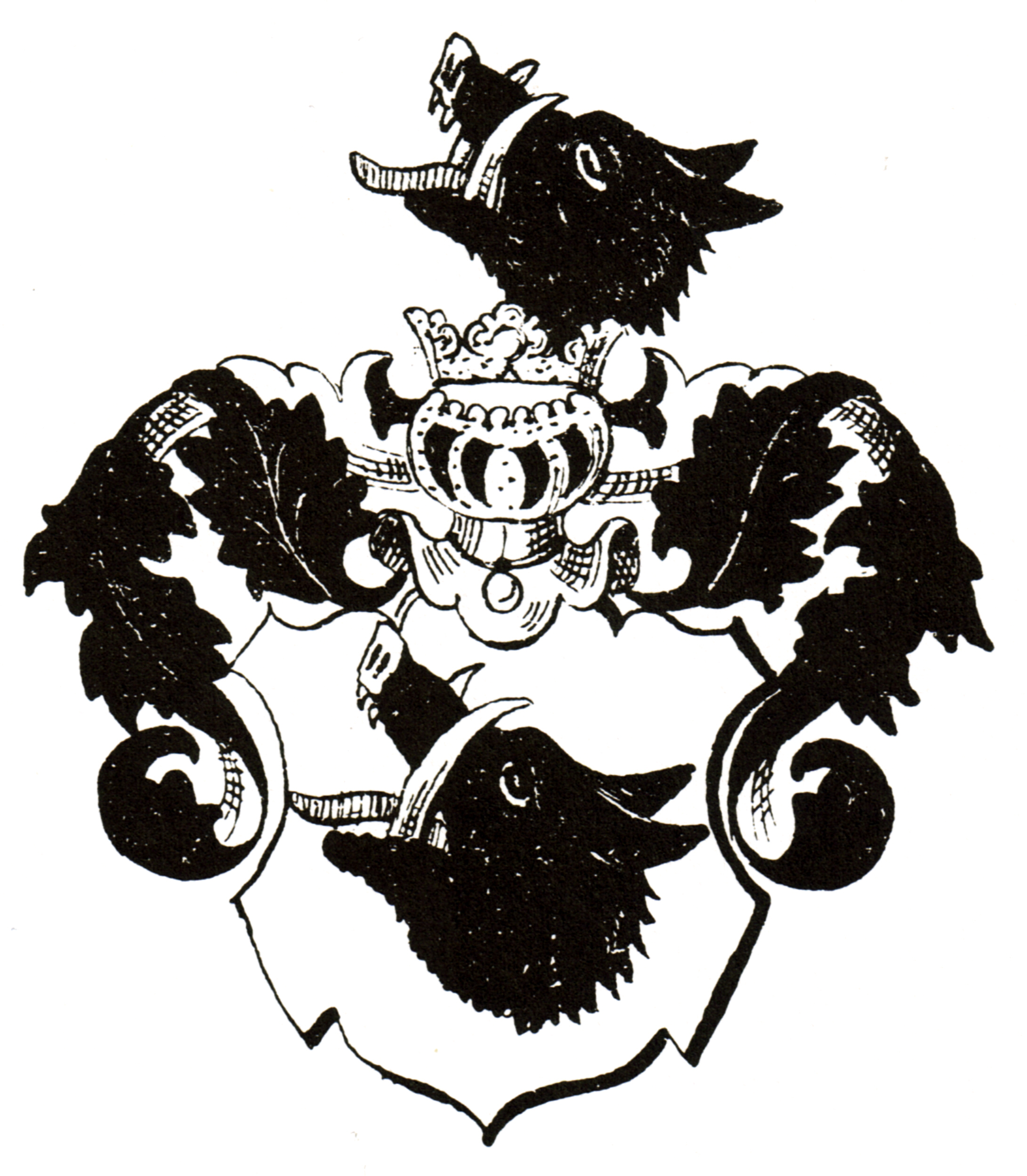
Wappen derer von Qualen

In Silber ein rechts oben gerichteter schwarzer Eberkopf mit hervorstehenden Hauern ohne Hals. Auf dem Helm mit schwarz-silbernen Decken der Eberkopf. Das Wappen bezieht sich vermutlich darauf, dass sich die Familie durch Ausrottung der „wilden und schädlicher Tiere“ um das Land verdient gemacht hatte. Andere Quellen führen es darauf zurück, dass ein „Jung-Henning“ (von) Qualen seinen König auf einer Jagd vor einem wütenden Eber gerettet habe und als Dank dieses Wappen bekommen hat.

## Bedeutende Namensträger
- Otto von Qualen (ca. 1485–1557), Gutsherr auf Koselau, Burgvogt von Gottorf
- Josias von Qualen (Feldmarschall) (ca. 1528–1586), dänischer Feldmarschall, Amtmann von Steinburg, Gottorf; Stammvater des älteren Astes des Stammbaums derer von Qualen
- Otto von Qualen der Ältere (1541–1604), gottorfischer Hofmarschall, Amtmann von Schwabstedt, Tondern,
- Otto von Qualen der Jüngere (1566–1620), Gutsherr auf Koselau; Amtmann von Kiel und Bordesholm, Tremsbüttel, Apenrade, Flensburg; Klosterpropst
- Claus von Qualen (1602–1664), Amtmann von Trittau, Reinbek; Cismar und Oldenburg, holsteinisch herzoglicher Gesandter und Diplomat.
- Druda von Qualen (1608–1673), Stiftsdame, Dichterin und Schriftstellerin
- Otto von Qualen (1632–1666), Autor, dänischer Kammerherr und Hofmeister bei Christian zu Rantzau
- Otto von Qualen (1652–1698), Gutsherr auf Siggen und Windeby, dänischer Kammerherr, fürstbischoflicher Geheimrat
- Heinrich von Qualen (1663–1707), Gutsherr auf Schwensby, fürstbischoflicher Obersthofmeister in Eutin; Stammvater des jüngeren Zweiges des älteren Astes
- Otto von Qualen (1683–1717), Gutsherr auf Östergaard, herzoglicher Hofmeister; Letzter ebenbürtige des älteren Zweiges des älteren Astes
- Otto von Qualen (1697–1767), Gutsherr auf Windeby, herzoglicher Kammerjunker und dänischer Konferenzrat; Stammvater des jüngeren Zweiges des jüngeren Astes
- Henning von Qualen (1703–1785), Oberpräsident von Altona und Klosterpropst von Uetersen, dänischer Geheimer Konferenzrat, Inhaber des Elefantenordens, Ritter des Dannebrogordens, Träger des Hofordens l´Union parfaite
- Josias von Qualen (1705–1775), Gutsherr auf Behrensbrook, Rothenstein, Borghorst, fürstbischoflicher Obermundschenk, holsteinisch großfürstlicher Geheimrat, Inhaber des Elefantenordens, Ritter des Dannebrogordens, Ritter des St. Annenordens
- Friedrich Christian von Qualen (1724–1792), Gutsherr auf Windeby, dänischer Geheimrat, Ritter des Dannebrogordens, Träger des Hofordens l´Union parfaite
- Josias von Qualen (1742–1819), Gutsherr auf Borghorst und Damp, Verbitter von Itzehoe, Geheimer Konferenzrat, Klosterpropst von Uetersen, Inhaber des Elefantenordens, Ritter des Dannebrogordens, Ritter des St. Annenordens
- Friedrich August von Qualen (1747–1805), Gutsherr auf Westensee, Landrat
- Friedrich Carl Ferdinand von Qualen (1769–1846), dänischer Kammerherr und Generaladministrator, Hauptmann
- Johann Detlev von Qualen (1775–1824), Major, Ritter des Dannebrogordens und Träger des Ordens von Oranien-Nassau
- Rudolf Anton Ludwig von Qualen (1778–1830), Oberst, dänischer Kammerherr und Gesandter, Minister und Ritter des Dannebrogordens
- Josias Friedrich Christian von Qualen (1807–1850), Kammerjunker
- Josias von Qualen (1782–1823), Gutsherr auf Borghorst, dänischer Kammerherr, Rittmeister
- Louise von Qualen (1810–1895), Wohltäterin und Stiftsdame des Klosters Uetersen
- Carl von Qualen (1818–1882), Gutsherr auf Wulfshagen, Kammerjunker, Klosterpropst von Preetz 1850–1877